# .Mac
.Mac (닷맥으로 발음, 과거 iTools)는 애플에서 제공하는 온라인 서비스를 가리킨다. 이 서비스는 맥 오에스 텐 사용자에게만 제공하나, 몇몇 기능은 다른 플랫폼에서도 사용가능하다. 원래는 맥 오에스 사용자에게 무료로 제공했으나, 추후 사용자가 정기적으로 사용료를 지불해야하는 시스템으로 바뀌었다. 이름과 달리, .Mac은 최상위 도메인이 아니다.
2008년 7월부터는 모바일미(MobileMe) 서비스로 교체됨에 따라 닷맥 서비스는 완전히 제거되었다.

## 역사
맥 유저에게 무료로 제공하는 인터넷 툴 iTools (Tenon에서 제작한 같은 이름의 웹 애플리케이션과 혼동하지 않기를 바란다 ) 기반이며 2002년 4월 17일 미국 뉴욕에서 열린 맥월드 엑스포에서 인터넷 서비스와 소프트웨어인 .Mac을 선보였다. 그리고 사용자들에게 아래의 기능을 소개했다.
- HomePage - 개인을 위한 웹 호스팅 서비스
- iDisk - 온라인 저장소
- @mac.com - 이메일 서비스
- 맥아피 - 안티바이러스 소프트웨어
- Backup - 저장해둔 데이터를 iDisk, CD 또는 DVD에 백업할 수 있도록 허용한 개인용 백업 솔루션
- iCards - 온라인 연하장 서비스
- iReview - 웹사이트 리뷰 서비스

iDisk는 WebDAV 기술을 이용해 만들어졌으며 mac.com은 IMAP 서비스로, 이들 서비스는 다른 컴퓨터 플랫폼에서도 접근이 가능하다. (하지만 계정 생성을 위해서는 맥이 필요하다)
2002년 9월 30일, iTools 서비스는 종료되었지만, .Mac 사용 신청 및 서비스는 계속되었다. 이러한 움직임은 매킨토시 커뮤니티에서 상반된 반응을 보였다. 어떤 이들은 .Mac의 사용 요금이 비싸게 매겨질 것이라고 믿었다. 하지만, .Mac은 강화된 서비스와 자유로운 소프트웨어로 보답했고, 2005년 6월 15일 주목할 만한 맥 오에스 텐용 맥아피의 바이렉스 바이러스 스캐너가 서비스되기 시작했다.
2006년 10월, 애플은 .Mac 메일 서비스를 업데이트하면서 사용자가 맥 오에스 텐 메일 애플리케이션을 사용하는 느낌과 최대한 가까운 느낌을 받도록 하였는데, AJAX 기술을 바탕으로 드래그 온 드롭, 실시간으로 업데이트되는 3개로 분할된 창, 패널 크기를 조절할 수 있는 기능과 같은 풍부한 사용자 경험(User Experience)을 제공한다.

## Mac OS와의 통합
.Mac은 Mac OS와 상당히 많이 통합되어 있다. .Mac을 사용할 경우 다수의 프로그램의 기능을 확장시킬 수도 있으며, 제일 뚜렷한 변화를 보이는 것이 iLife 스위트다. 이외에도 :
- iDisk는 Mac OS 데스크톱의 다른 볼륨으로 마운트시킬 수 있다.
- 주소록, iCal의 날짜, 사파리 북마크, Mac OS X 10.4에서는, 키체인, 메일 계정, 메일 서식, 메일 서명 그리고 스마트 메일박스들은 iDisk를 통해 iSync (10.4 이전) 또는 .Mac syncing(10.4 에서)으로 동기화할 수 있다. 그리고 여러 대의 컴퓨터 사이에서도 간단히 동기화할 수 있다.
- iWeb(iLife '06에서만 가능)은 사용자가 간단히 웹 페이지를 제작할 수 있게 해주며 iDisk에 업로드하거나 웹에 공개할 수 있다.
- iMovie, iPhoto, GarageBand, 그리고 iTunes 라이브러리도 iDisk에 업로드할 수 있다. (다양한 저작권 관련 법 또는 약관 등의 적용 대상이다)
- 백업을 이용해 iDisk 또는 로컬 미디어에 백업을 만들 수 있다.